# Rolls-Royce Silver Seraph
El Rolls-Royce Silver Seraph es un automóvil de lujo del segmento F producido por la marca inglesa Rolls-Royce entre los años 1998 y 2002. Fue presentado el 3 de marzo de 1998 en el Salón del Automóvil de Ginebra. Se diseñó para reemplazar al Rolls-Royce Silver Spirit, que se había dejado de producir en 1998.
Todos los Silver Seraph fueron construidos a mano en la fábrica de Rolls-Royce en Crewe (Inglaterra), que había dejado de ensamblar modelos de Rolls-Royce en 2002, pero había continuado haciéndolo con los Bentley.
El Silver Seraph tenía un motor de gasolina V12 de 5,4 litros de cilindrada, de origen BMW y fabricado en una aleación de aluminio. Su caja de cambios era una automática de cinco marchas.
El chasis es un 65 por ciento más rígido que el de su predecesor. Aparte de la calandra, insignias y las llantas, el Silver Seraph es idéntico exteriormente al Bentley Arnage, compartiendo tanto su plataforma como su carrocería.